# Памела Андерсон
Памела Дениз Андерсон (енгл. Pamela Denise Anderson; Лејдисмит, 1. јул 1967) канадска и америчка је глумица, манекенка, медијска личност и књижевница. Истакла се као Playboy зечица почетком 1990-их. Међународну славу стекла је улогом Си-Џеј Паркер у серији Чувари плаже (1992—1997), која јој је учврстила статус секс-симбола.
Првобитно је постала позната након што је у фебруару 1990. године изабрана за насловницу часописа Плејбој. Андерсонова се често појављивала на насловницама часописа, где је оборила рекорд са највише појављивања на Плејбојевим насловницама од било које друге особе.
Широј публици постала је позната 1991. године, појављујући се као Лиса, споредни лик, на награђиваној АБЦ комичној серији „Сам свој мајстор” у прве две сезоне. Добила је међународно признање за главну улогу Си Џеј Паркер у акционо-драмској телевизијској емисији Чувари плаже, чиме је још више учврстила свој статус секс-симбола.
Андерсонова је глумила у филмовима попут Сирова правда (1994), Бодљикава жица(1996) и Плавуша и још већа плавуша (2008). Постављена је на Канадску стазу славних 2006. године.
Андерсонова је истакнута активисткиња покрета за права животиња и водила је разне кампање осуђујући комерцијалну индустрију крзна и промовисала веганство путем организације за заштиту животиња животиња ПЕТА.

## Детињство и младост
Андерсон је рођена у Британској Колумбији, отац јој је био мајстор за пећи, а мајка конобарица. Андерсонова има руско порекло са мајчине стране.
О њој се извештавало у новинама чак и одмах по рођењу где је названа као „Стогодишња беба“, јер је рођена 1. јула 1967. године, на стоту годишњицу службеног оснивања Канаде, Уставним актом из 1867. године.
Андерсонова тврди да је као дете претрпела сексуално злостављање, чињеницу коју је јавно открила 2014. године. Рекла је да ју је злостављала женска дадиља у периоду када је има између 6 и 10 година, а да ју је силовао 25-годишњак када је имала 12 година, као и банда коју је чинио њен дечко и шесторо његових пријатеља када је имала 14 година.
Андерсонова је похађала средњу школу у Британској Колумбији. Током средње школе играла је у одбојку и завршила ју је 1985. године. Андерсонова се 1988. године преселила у Ванкувер и радила као инструкторка фитнеса.

## Каријера

### Почетак моделинга
Андерсонова је 1989. године присуствовала утакмици БЦ Лајонс канадске фудбалске лиге на њиховом стадиону у Ванкуверу, где је била представљена на Џамботрону (огромном телевизору) док је носила мајицу пиваре Лабат. Компанија за производњу пива је накратко ангажовала Андерсонову као свог портпарола. Инспирисан тим догађајем, њен тадашњи дечко Дан Иличић израдио је постер са њеном сликом под називом Девојка из плаве зоне.
Андерсонова се појавила на насловница магазина Плејбој магазина за октобар 1989. године. Преселила се у Лос Анђелес како би наставила каријеру манекенке. Плејбој ју је након тога поставио у средину часописа њиховог издања за фебруар 1990. године. Андерсонова је тада урадила операцију имплантата дојке, повећавајући јој величину груди на 34Д. Касније је поново  повећала величину попрсја, на 34ДД, неколико година касније.
Андерсонова Плејбој каријера траје 22 године, а појавила се на највише Плејбој насловница него било који други модел.

### Каријера у индустрији забаве
Након што се Андерсонова преселила у Лос Анђелес, добила је споредну улогу Лисе, у АБЦ комичној серији "Сам свој мајстор". Напустила је шоу након две сезоне и добила улогу Си Џеј Паркер у серији Чувари Плаже, у којој је глумила пет сезона, између 1992. и 1997. године, што ју је учинило једном од чланова који су најдуже глумили. Ово је једна од њених најпознатијих улога до сада и захваљујући њој, стекла је велику популарност међу међународним гледаоцима. Репризирала је своју улогу у филму Чувари плаже: Хавајско венчање (2003), а такође је глумила у рекламама за ТВ Директ 2007. године. Андерсонова је била модел у часопису Оутдор Лајф и појављивала се на насловницама часописа сваке године. Андерсонова се 1993. појавила у музичком споту Винс Нила „Can't Have Your Cake” како би промовисала његов први соло албум..
Године 1994. имала је своју главну улогу у филму Сирова правда, такође познатој као добар-лош полицајац, где је глумила са Стејси Кичом, Дејвидом Китом и Робертом Хејзом. Под алтернативним насловом, филм је освојио бронзану награду на  Ворлдфест-Чарлстону, у категорији драмских театралних филмова.
Године 1996. појавила се у филму Бодљикава жица у улози Барбаре Роуз Копетски, за коју су неки извори касније тврдили да је њено право име, што није била истина. Филм, је био помало представљен као футуристичка копија филма Казабланка, али није доживео комерцијални успех. Током снимања филма имала је праву тетоважу бодљикаве жице на левој надлактици као алтернативу уместо свакодневног цртања и шминкања, али ју је уклонила 2016. године.
У априлу 1997. гостовала је у емисији „Уживо суботом увече”. Те године се појавила на једној од две насловнице за септембарско издање Плејбоја.
Андерсонова је у септембру 1998. године глумила као Валери Ајронс у акционој серији „В.И.П.” Мешајући акцију и хумор у брзој авантуристичкој серији, заједно са исмевањем њеног таблоидног имиџа, емисија је приказивала  узбудљиве и понекад подмукле животе богатих и славних. Серија је успешно трајала четири године. Године 1999. појавила се као жена џин која једе човека у музичком споту „Miserable” калифорнијског алтернативног рок бенда Лит. Глумила је и у серији „Дадиља” као ривалка Френ Фајн.
Kућа Сема Њумена, која је саграђена 2003. године у граду Викторија у Аустралији, има на себи велику слику Памелиног лица. Сем Њумен је локалној архитекти Касандри Феј да дизајнира зграду и искористио је слику уз Памелино одобрење. Дозволе су издате ретроактивно, када је кућа постала главна локална знаменитост и освојила награду за најбољи нови стамбени објекат од стране градских удружења архитеката.
Почетком 2004. Андерсонова се вратила у средиште пажње. У мају се појавила гола на насловници магазина Плејбој. Касније је позирала гола за часописе Стаф и GQ. Андерсонова је такође била на насловницама модних часописа „W”, Британских часописа „Marie Claire”, „Flare ”и Канадског „Ел” и у часописима за Руски „Ел” и „V”.
2004. године издала је књигу „Звезда” коју је писала заједно са Ериком Шо Квином, о тинејџерки која покушава да постане позната. Након тога, започела је турнеју по Сједињеним Државама, делећи аутограме за фанове у Волмарт продавницама широм земље. Њена друга књига, наставак „Њена друга књига, наставак Звездиног струка, објављена 2005. године, даје поглед на њен живот са Томијем Лијем и суђења живота славних.”, објављена 2005. године, даје поглед на њен живот са Томијем Лијем и суђења живота славних. У априлу 2005. Андерсонова је глумила у новој комичној серији Фокс продукције -  „Књижарка”, девојку која воли да иде на забаве и која ради у књижари. Отказана је 18. маја 2006, после две сезоне, мада неке епизоде никада нису емитоване. 14. августа 2005.
Андерсонова је 2005. године проглашена за најмоћнију Канађанку у Холивуду.
Децембра 2005, Ен-Би-Си је исекао видео Памелиног плеса на шипци у споту Елтона Џона "Црвени клавир". Ен-Би-Си је изјавио да су снимци неприкладни за то време приказивања. Видео је приказан на великим екранима током догађаја, док је Џон свирао песму "The Bitch is Back". У марту 2006. године најављено је да ће Андерсонова добити звезду на канадском Шеталишту славних захваљујући својим дугогодишњим радом као модела и глумице. Она је тек други модел који је добио звезду. У априлу 2006. године Андерсонова је била домаћин канадских Жино Награда, при чему је постала први модел који је водила шоу, а до тада су то радили само певачи.
Андерсонова се 2006. године појавио у филму „Борат”, где главни лик постаје опседнут њом и планира да је отме и ожени. Она се појављује на крају филма баш као Памела Андерсон на потписивању књиге, с којим се Борат суочава у инсценираној отмици.
Дана 14. фебруара 2008. године, на Дан заљубљених, извела је стриптиз тачку у кабареу „Луди коњ” у Паризу. Године 2010, појавила се у кратком филму Путник у режији браће МекХенри који је у потпуности снимљен телефоном Нокиа Н8 као промоција телефона у Великој Британији. Андерсонову је у јуну 2013. сликао Марио Тестино за бразилски Воуг, где је представљена у том едиторијалу у плажном амбијенту.

### Телевизијски ријалити
У новембру 2010. Андерсонова се појавила у 4. сезони Биг Боса, индијске верзије телевизијске франшизе Велики Брат. Била је у кући гост три дана за пријављене суму од 2,5 круне индијских рупија, што је приближно око 550 000 долара. У септембру 2011. године Андерсонова је учествовала у 12. сезони Великог брата у Великој Британији. 9. септембра 2012. године званично је најављено да ће 16. септембра ући у Kућу у Бугарској, учествујући у четвртој сезони ВИП Великог Брата, који је славни спин-оф Великог брата у Бугарској.
12. дана за 1. сезоне Немачког Великог брата, ушла је последњег дана у кућу као специјална гост звезда. Дејвид Хаселхоф, сарадник из серије „Чувари плаже” био је гост у кући од првог до петог дана.

### Плесом до снова око света
Андерсонова је била такмичарка у десетој сезони „Плесом до снова“, заједно са професионалним плесачем Дамјаном Вајтвудом. Сезона је премијерно приказана 22. марта 2010.године, и након седам недеља, Андерсонова је елиминисана. Такође је учествовала у 15. сезони специјалног издања "Плесом до снова! 2012. године са Тристаном МекМанусом. Андерсонова и МекМанус су елиминисани у првој недељи такмичења.
У мају 2011. године била је такмичарка на емисији Бајландо 2011 (у Аргентини), у партнерству са професионалним плесачем Дамјаном Вајтвудом. Напустила је такмичење после 4 недеље.
2018. години била је такмичарка у деветој сезони француског „Плеса са звездама”. Сезона је премијерно приказана 29. септембра 2018. Након седам недеља,  8. новембра 2018, Андерсонова је елиминисана.

### Плес на леду
Андерсонова се 2013. године појавила у 8. сезони британске ријалити емисије "Плес на леду" где јој је партнер био бивши победник Мет Еверс.

## Активизам

### Права животиња
Једна од њених кампања као члана ПЕТА-е била је против употребе крзна. Андерсон је 1999. године добила прву Меморијалну награду Линда МекКортни за заштиту права животиња у знак препознавања важности њене кампање. Андерсонова се 2003. године скинула гола за ПЕТА-ину рекламну кампању "Пре ћу бити гола него да носим крзно". 28. јуна 2006., Андерсонова је позирала гола са осталим демонстрантима на излогу бутика Стела МекКартни у Лондону, Енглеска. То је био ПЕТА-ин свечани догађај пре ПЕТА хуманитарних награда. Андерсон је ушла у бутик и рекла да ће скинути одећу ако догађај прикупи довољно новца за ПЕТА-у, и успели су. 
Водила је кампање против ланца Кеј-Еф-Си из Кентакија. Андерсонова је 2001. објавила знак подршке ПЕТА-иној кампањи против Кеј-Еф-Си, у којем је рекла да „Оно што Кеј-Еф-Си ради нажао на 750 милиона пилића сваке године није цивилизовано нити прихватљиво“. Касније је снимила видео где је приказала како Кеј-Еф-Си третира пилиће. Андерсонова је у јануару 2006. године затражила да гувернер Кентакија уклони бисту пуковника Сандерса, оснивача Кеј-Еф-Сијаа, али њен захтев је одбијен чак и када је понудила своје попрсје у замену. У фебруару 2006. године, Андерсонова је одлучила да бојкотује коњичку трку у Кентакију јер подржавају Кеј-Еф-Си.
Такође се борила против лова на фоке у Канади. У марту 2006. године, Андерсонова је затражила да разговара са премијером Стивеном Харпером о годишњем лову на фоке, али је њена молба одбијена. Маја 2006, она је организовала петицију на улицама и позвала појединце да изразе мишљење о канадском лову на фоке. У децембру 2009. године Андерсонова је фотографисана у мајици на којој је била слика фоке како скаче, која је касније била искоришћена у новој рекламној кампањи за ПЕТА. Она се касније појавила поред наслова „Сачувајмо фоке“ и позвала јавност да помогне у окончању „годишњег покоља фока у Канади“. Поново је удружила снаге са организацијом у кампањи за бојкот произвођача воћних сокова ПОМ. "Пом ужасна кампања" резултирала је заустављањем тестирања на животињама.
Андерсонова је постала центар контроверзе када је у бикинију позирала за ПЕТА-ину рекламу која је била забрањена у Монтреалу у Квебеку, уз образложење да је реклама сексистичка. Андерсонова је узвратила рекавши: "У граду који је познат по егзотичном плесу и по томе што је прогресиван и брз, колико је тужно да је жени забрањено да користи своје тело у политичком протесту против патње крава и пилића. У неким деловима света, жене су приморане да цела тела покрију буркама - да ли је то следеће? Нисам мислила да ће Канада бити тако пуританска."
Постала је портпарол компаније „FrogAds, Inc” у марту 2012. године. У фебруару 2014. скинула се за ПЕТА-ину рекламу за Дан заљубљених позивајући љубитеље паса да се зими друже са својим кућним љубимцима.
Андерсонова је активно водила кампању за друштво за заштиту животне средине за очување морских пастира, била је члан Управног одбора и портпарол друштва. Са том организацијом је путовала у знак подршке кампањама против активности рибара на Фарским острвима као део традиционалног лова на китове. Блиски је пријатељ оснивача те организације, Пол Вотсона.
Андерсонова је у јулу 2015. године упутила отворено писмо руском председнику Владимиру Путину са захтевом да спречи пролазак теретног брода Винтер Беј са преко 1.700 тона меса китова преко североисточног пролаза у Јапан.
Дана 20. априла 2009. године, Андерсонова је упутила писмо захвалнице Владимиру Путину што је забранио клање беба фока. 8. јула 2015. године, Андерсонова је поново писала Путину да спаси китове. 3. септембра 2015. године Памела Андерсон отпутовала је у Русију да би на Источном економском форуму у руском граду Владивостоку, изразила своје мишљење о проблему угрожених врста. 15. децембра 2015. године, Андерсонова, која је представљала Међународни фонд за добробит животиња, састала се са највишим званичницима Кремља у вези са правима животиња у Русији. 15. децембра 2016. године, Андерсонова и званичници организације, укључујући Елену Жаркову из канцеларије из Русије, састали су се са званичницима Кремља како би разговарали о добробити и очувању животиња.

### АИДС, Џулијан Асанж и други активизам
У марту 2005. Андерсонова је постала портпарол фонда за АИДС козметичке куће МАК, која помагаже људима погођеним АИДС-ом и ХИВ-ом. Након што је постала званични портпарол, Андерсонова је прикупила новац током догађаја у Торонту, Токију, Даблину и Атини. Андерсонова је постала портпарол славне америчке фондације за јетру.
Андерсонова је 2009. године упутила отворено писмо председнику Бараку Обами, да легализује канабис.
Андерсонова је такође показала подршку Пријатељима Израелских одбрамбених снага.
Андерсонова је у новембру 2016. глумила у видео-објави за јавне услуге коју су припремили Национално удружење лимузина и Национални ресурсни центар за сексуално насиље у склопу иницијативе "Одговорна вожња", под називом "Игра вожњи", која је имала за циљ да освести недостатак универзалних возачких прописа у индустрији приватног друмског превоза.
У децембру 2016. Андерсонова је у изјави за магазин Пипл назвао оснивача Викиликса Џулијана Асанжа "херојем". Изјавила је да је свима учинио "сјајну услугу. Сви на свету су имали користи због ВикиЛикса". У међувремену, "сложене завере против њега и измишљене сексуалне оптужбе могли би резултирати изручењем у САД - где се према њему не би поштено поступало - због истина које је изнео." У априлу 2019. године, преко неколико твита могло се видети да је Андерсонова била љута због избацивања Асанжа из Еквадорске амбасаде у Лондону. Андерсонова је у мају 2019. године посетила Асанжа у затвору заједно са Кристином Храфнсоном и рекла да верује да је Асанж  невин и "добар човек ... невероватна особа. Волим га, не могу да замислим кроз шта је пролазио."
Након што је подржала Покрет жутих прслука у Француској, Андерсонова је присуствовала састанку покрета „Европског пролећа” са Јанисом Варуфакисом и Бенуом Хамоном. Појавила се као симпатизер на изборним плакатима немачке кампање ДиЕМ25 уочи европских избора 2019. године..

## Лични живот

### Везе
Андерсонова се удала за Томија Лија, бубњара, 19. фебруара 1995. године, након што га је познавала око 96 сати или 4 дана. Венчали се на плажи, где је Андерсонова била у бикинију. Њена мајка није знала за венчање, а за брак је сазнала из магазина Пипл. Док је била удата за њега, професионално је била позната као Памела Андерсон Ли. Заједно имају два сина: Брендона Томаса (рођен 5. јуна 1996) и Дилана Џегера (рођеног 29. децембра 1997) Током њиховог бурног брака, Ли је био ухапшен због насиља у породици након што је напао Андерсонову. Био је осуђен на 6 месеци затвора у Лос Анђелесу. Пар се развео 1998. године.
У марту 2002. године Андерсонова је јавно изјавила да је оболела од хепатитиса Ц тако што је делила игле за тетовирање са Лијем, и почела да пише редовну колумну за магазин Џејн. У октобру 2003. Андерсонова је у радио емисији Хаурда Стерна у шали рекла да не очекује да живи више од 10 до 15 година, али то је погрешно интерпретирано и схваћено превише озбиљно од стране многих вебсајтова и таблоида. Андерсонова је од 2015. године излечена од хепатитиса Ц.
Након развода 1998. године, Андерсонова је била верена са манекенком Маркусом Шенкенбергом и раскинули су 2001. године. Потом се верила са певачем Кид Роком и са њим раскинула 2003. године. 18. јула 2006. године објављено је да ће се удати за Кид Рока 29. јула 2006. године, на јахти близу Сен Тропеа, у Француској. "Осећам се као да сам заглавила у времену", рекла је Андерсонова у свом блогу. "Нисам спремна да пустим МОЈУ породичну слику ... било је тужно и усамљено и фрустрирајуће ... Своју сам децу одгајала у нади за чудом. Па, моје чудо је дошло и отишло. И враћао се и враћао јер је сам знао да ћу се једног дана пробудити и схватити да ништа не чекам. " "Идем даље", рекла је. "Осећам се као да сам коначно слободна ... заљубљена сам." Било је опсежних непотврђених медијских спекулација да је брак повезан са трудноћом, али теорија се заснивала само на томе што је њен представник одбио да прокоментарише то питање.
Дана 10. новембра 2006, објављено је да је Андерсонова имала побачај док је у Ванкуверу снимала нови филм, Плавуша и још већа плавуша. Седамнаест дана касније, 27. новембра 2006, Андерсонова је поднела захтев за развод брака, наводећи непомирљиве разлике.  Неки новински извештаји указују да је негодовање Кид Рока током снимања филма Борат, у којем је Андерсонова имала улогу, довело до подношења развода две недеље касније..
Андерсонова је у фебруару 2007. рекла да је често имала секс са Лијем од њиховог развода. У јуну 2008. године, Ли је изјавио да покушавају поново да се помире.
Андерсонова је у септембру 2007. године у емисији Елен Деџенерес изјавила да је верена. 29. септембра Андерсонова и филмски продуцент Рик Саломон поднели су захтев за венчање у Лас Вегасу. Већ 6. октобра 2007. удала за Саломона. Пар се растао 13. децембра, а Андерсонова је 22. фебруара 2008. путем суда затражила да се брак поништи, позивајући се на превару. Андерсонова је у октобру 2013. године у емисији Елен Деџенерес изјавила да су она и Саломон били "пријатељи са бенефитима". У јануару 2014. године објавила је да се поново удала за Саломона не наводећи датум. Андерсонова је поднела захтев за развод од Саломона у фебруару 2015. године. Развод је окончан 29. априла 2015.године.
Андерсонова је почела да се забавља са француским фудбалером Адилом Рамијем 2017. године. Крајем јуна 2019. године, Андерсонова је на Инстаграм посту изјавила да је веза са Рамијем готова.

### Правна питања
Памела Андерсон и Томи Ли су имали касету са њиховим сексуалним односом са меденом месецу и неко им је то украо из њиховог дома 1995. године и направио велику пометњу на интернету. Андерсонова је тужила компанију која је то објавила. На крају, Ли је пристао да склопе поверљиви споразум о нагодби са том компанијом. Након тога, компанија је поново почела да видео ставља на располагање претплатницима на својим веб страницама, чиме су добили утростручен промет посета на веб страницама.. Касније је објављена још једна касета, снимљена пре видеа са Томи Лијем, на којој су били Андерсонова и музичар Брет Мајклс, а на интернету се појавила скраћена верзија која траје краће од 60 секунди. Делови видео снимка први пут су се појавили у часопису Пентхаус у марту 1998. године. Мајклс је видео успешно блокирао, али је видео у трајању од четири минута и даље доступан на интернету.

### Држављанство и домови
Андерсонова је 2004. године постала натурализована држављанка Сједињених Држава, задржавши своје канадско држављанство. Андерсонова је 2008. године купила кућу на плажи у месту Малибу у Калифорнији за 1,8 милиона долара и покушала је да је прода 2013. за 7,75 милиона долара, али касније је повукла са тржишта. Од тада изнајмљује свој дом у Малибу за 50.000 долара месечно и преселила се на Азурну обалу, углавном због своје везе са фудбалером Адилом Рамијем. Андерсонова је претходно живела у дворцу у Касију, у општини Марсељ, Француска. Од 25. јула 2019. Андерсонова је изјавила да поново живи у својој родној земљи, након што се "недавно вратила у моју прелепу родну Канаду". а касније открила да живи на острву Ванкувер.

### Веганство
Андерсонова је веган, заговорник права животиња и активни члан организације за заштиту животиња ПЕТА и учествује у кампањама за права животиња. Постала је вегетаријанка у раним тинејџерским годинама када је видела оца како чисти животињу коју је он уловио.

## Филмографија

### Филм
| Година | Наслов                                                                          |
| ------ | ------------------------------------------------------------------------------- |
| 1991   | The Taking of Beverly Hills                                                     |
| 1993   | Цвет змаја                                                                      |
| 1994   | Сирова правда                                                                   |
| 1995   | Чувари плаже                                                                    |
| 1996   | Naked Souls                                                                     |
| 1996   | Бодљикава жица                                                                  |
| 1998   | Чувари плаже                                                                    |
| 2002   | Скуби Ду                                                                        |
| 2003   | Мрак филм 3                                                                     |
| 2003   | Поли Шор је мртав                                                               |
| 2005   | No Rules                                                                        |
| 2006   | Борат: Културно уздизање у Америци за прављење користи славне нације Казахстана |
| 2008   | Филм о суперхеројима                                                            |
| 2008   | Плавуша и још већа плавуша                                                      |
| 2010   | Costa Rican Summer                                                              |
| 2010   | Hollywood & Wine                                                                |
| 2010   | The Commuter Julia                                                              |
| 2014   | Jackhammer                                                                      |
| 2014   | What are men doing! 2                                                           |
| 2015   | Јединство                                                                       |
| 2016   | The People Garden                                                               |
| 2017   | Чувари плаже                                                                    |
| 2017   | СПФ-18                                                                          |
| 2019   | Nicky Larson et le Parfum de Cupidon                                            |
| 2025   | Голи пиштољ                                                                     |

### Телевизија
| Година          | Наслов                    |
| --------------- | ------------------------- |
| 1990            | Брачне воде               |
| 1990            | Charles in Charge         |
| 1991            | Married People            |
| 1991            | Top of the Heap           |
| 1991            | Брачне воде               |
| 1991–1993, 1997 | Сам свој мајстор          |
| 1992            | Дани наших живота         |
| 1992–1997       | Чувари плаже              |
| 1994            | Come Die with Me          |
| 1995            | Royal Rumble 1995         |
| 1995            | WrestleMania XI           |
| 1997            | Дадиља                    |
| 1997            | Уживо суботом увече       |
| 1998–2002       | В.И.П.                    |
| 1999            | Футурама                  |
| 2001            | Слободни стрелци!         |
| 2002            | Краљ брда                 |
| 2003            | Чувари плаже              |
| 2003            | Нико није савршен         |
| 2003            | CMT Music Awards          |
| 2003–2004       | Stripperella              |
| 2005            | 8 једноставних правила    |
| 2005–2006       | Књижарка                  |
| 2008            | Велики Брат Аустралија    |
| 2008            | Kath & Kim                |
| 2010            | Велики Брат Индија        |
| 2010            | Eurovoice 2010            |
| 2010, 2012      | Плесом до снова           |
| 2011            | Bailando 2011             |
| 2012            | Yalan Dünya               |
| 2012            | RuPaul's Drag Racе        |
| 2012            | Велики Брат Бугарска      |
| 2011, 2016      | Celebrity Juice           |
| 2013            | Package Deal              |
| 2017            | Sur-Vie                   |
| 2018            | Danse avec les stars      |
| 2019            | The Hills: New Beginnings |

## Награде и номинације
| Година | Наслов         | Похвале                     | Категорија                            | Резултат   | Реф     |
| ------ | -------------- | --------------------------- | ------------------------------------- | ---------- | ------- |
| 1994   | Чувари плаже   | Браво Ото награда           | Најбоља женска телевизијска звезда    | Номинована | [ 101 ] |
| 1995   | Чувари плаже   | Браво Ото награда           | Најбоља женска телевизијска звезда    | Номинована | [ 101 ] |
| 1996   | Бодљикава жица | Браво Ото награда           | Најбоља глумица                       | Номинована | [ 101 ] |
| 1996   | Бодљикава жица | Stinkers Bad Movie Awards   | Најгора глумица                       | Номинована | [ 101 ] |
| 1997   | Н/Д            | Награда Златна јабука       | Кисела јабука                         | Освојила   | [ 101 ] |
| 1997   | Бодљикава жица | Награда Златна малина       | Златна малина за најгору нову звезду  | Освојила   | [ 101 ] |
| 1997   | Бодљикава жица | Награда Златна малина       | Златна малина за најгору глумицу      | Номинована | [ 101 ] |
| 1997   | Бодљикава жица | Награда Златна малина       | Златна малина за најгори глумачки пар | Номинована | [ 101 ] |
| 2002   | Скуби Ду       | Stinkers Bad Movie Awards   |                                       | Номинована | [ 101 ] |
| 2005   | Књижарка       | Награде тинејџерског избора | Комедија - ТВ глумица                 | Номинована | [ 101 ] |

## Додатна читања
- Памела Андерсон (2004). Star: a novel. Simon and Schuster. ISBN 978-0743493727.
- Памела Андерсон (2005). Star Struck: A Novel. Simon and Schuster. ISBN 978-0743492836.